# نيريا كاماتشو
نيريا كاماتشو راموس (بالإسبانية: Nerea Camacho)‏ (15 مايو 1996 ) هي ممثلة إسبانية، اشتهرت بدورها الرائد في فيلم Camino، حيث فازت بجائزة Goya لأفضل ممثلة جديدة،  واشتهرت فيما بعد بدور دانييلا الكازار في أفلام ثلاثة أمتار فوق السماء و أنا أرغب بك. 

## فيلموغرافيا

### أفلام
| أفلام | أفلام                  | أفلام           | أفلام     | أفلام                   |
| عام   | عنوان                  | حرف             | ملاحظات   | مخرج                    |
| ----- | ---------------------- | --------------- | --------- | ----------------------- |
| 2008  | الطريق                 | الطريق          | دور أساسي | خافيير فيسر             |
| 2010  | أبطال                  | إيلينا          | دور ثانوي | باو فريكسس              |
| 2010  | ثلاثة أمتار فوق السماء | دانييلا الكازار | دور ثانوي | فرناندو غونزاليس مولينا |
| 2011  | شرارة الحياة           | باربرا جوميز    | دور ثانوي | أليكس دي لا إغليسيا     |
| 2012  | أنا ارغب بك            | دانييلا الكازار | دور ثانوي | فرناندو غونزاليس مولينا |
| 2012  | تسرب                   | سارا            | فيلم قصير | خوان أنطونيو إسبيجاريس  |
| 2014  | ايرينا                 | كلو             | فيلم قصير | ماركال مولينا           |
| 2014  | دروس الفتح             | جيني            | فيلم قصير | سيزار ريوس              |
| 2018  | الوقت بعد              | زهرة الأقحوان   | دور ثانوي | خوسيه لويس كويردا       |

### مسلسل تلفزيونى
| مسلسل تلفزيونى | مسلسل تلفزيونى      | مسلسل تلفزيونى         | مسلسل تلفزيونى |
| عام            | عنوان               | حرف                    | ملاحظات        |
| -------------- | ------------------- | ---------------------- | -------------- |
| 2010           | المحمية             | فانيسا                 | 1 حلقة         |
| 2013           | قارب                | ساندرا                 | 1 حلقة         |
| 2014           | مرحبا بكم في لوليتا | غريتا فيدال مارتين     | 8 حلقات        |
| 2016           | العبد الأبيض        | فيكتوريا كوينتيرو      | 62 حلقة        |
| 2017           | أرض الحب            | أليخاندرا ريفيس زافالا | 70 حلقة        |

### مسرح
| مسلسل تلفزيونى | مسلسل تلفزيونى | مسلسل تلفزيونى | مسلسل تلفزيونى |
| عام            | عنوان          | حرف            | ملاحظات        |
| -------------- | -------------- | -------------- | -------------- |
| 2015           | امرأة سمراء    | الروح          | دور أساسي      |

### مقاطع فيديو
- 2013 - فيديو كليب لا تراه ماريو جيفرسون .
- 2014 - شوسو جونز مكبر الصوت الفيديو كليب.
- 2014 - مقطع فيديو فقط الآن من Dvicio .

### إعلان
- 2012 - صورة Banana Moon.

## الجوائز
| عام  | بلد              | الجوائز                                          | الفئة                               | إنتاج        | النتيجة  |
| ---- | ---------------- | ------------------------------------------------ | ----------------------------------- | ------------ | -------- |
| 2009 | إسبانيا          | جوائز غويا                                       | أفضل ممثلة قادمة                    | الطريق       | الفائز   |
| 2009 | إسبانيا          | جوائز SCIFE (أسبوع إيبرو السينمائي والصورة)      | أفضل ممثلة                          | الطريق       | الفائز   |
| 2009 | إسبانيا          | Castilla-La Mancha النبيذ مهرجان الفيلم الأوروبي | جائزة Vine Leaf: أفضل ممثلة جديدة   | الطريق       | الفائز   |
| 2010 | إسبانيا          | مهرجان سرقسطة السينمائي                          | المواهب الشابة                      | الطريق       | الفائز   |
| 2011 | الولايات المتحدة | جوائز ACE                                        | أفضل ممثلة قادمة                    | الطريق       | الفائز   |
| 2016 | الولايات المتحدة | جوائزك العالمية                                  | بطل الرواية المفضلة لرواية أو سلسلة | العبد الأبيض | Nominada |
| 2017 | الولايات المتحدة | جوائز ACE                                        | أفضل ممثلة                          | العبد الأبيض | الفائز   |
| 2017 | كولومبيا         | جوائز TVyNovelas                                 | أفضل ممثلة رائدة في أوبرا الصابون   | العبد الأبيض | Nominada |

جوائز أخرى
- 2014 - تميزت بشارة الأندلس.

## روابط خارجية
- نيريا كاماتشو على موقع IMDb (الإنجليزية)
- نيريا كاماتشو على موقع قاعدة بيانات الفيلم (الإنجليزية)

NereaOficial على تويتر.
نيريا كاماتشو على إنستغرام
- نيريا كاماتشو في قاعدة بيانات الأفلام على الإنترنت